# Émissions importées
Les émissions importées sont les émissions de gaz à effet de serre associées aux importations de biens (pour usage final ou pour consommations intermédiaires) d'un pays ou d'un agrégat de pays (ex. : Union européenne, Amérique du Nord).

## Définitions
En matière de lutte contre les dérèglements climatiques, il est nécessaire de réduire l'empreinte carbone des pays de la planète, afin d'atteindre les objectifs de l'accord de Paris sur le climat de 2015. La comptabilisation des émissions de GES peut se faire selon deux méthodes. L'approche territoriale permet d'établir l'inventaire national selon l'obligation de rapportage de la Convention-cadre des Nations unies sur les changements climatiques (CCNUCC), qui comptabilise les émissions liées à la production sur le territoire ; elle ne tient pas compte des émissions associées aux importations de biens manufacturés (émissions importées). L'approche par consommation inclut ces importations, elle permet d'établir l'empreinte carbone d'un pays.
La différence entre les résultats obtenus par ces deux méthodes est constituée par la différence entre les émissions liées aux importations et celles liées à la production exportée.

## Importance croissante dans l'empreinte carbone des pays développés
En 2013, un rapport du Réseau Action Climat France, de l'Ademe et du CITEPA montrait déjà l'importance croissante des émissions importées dans l'empreinte carbone de la France et des pays développés, hors pays émergents non soumis aux engagements de l'annexe I du protocole de Kyoto. Des outils méthodologiques permettant de comptabiliser les émissions liées à la consommation existaient déjà, mais des incertitudes importantes demeuraient dans les estimations réalisées en utilisant ces méthodologies.

## En France

### Situation en 2017 (chiffres publiés en 2022)
En 2017, l'empreinte carbone (approche consommation) de la France était de 633 Mt CO2 éq., alors que les émissions de l'inventaire national (approche territoriale) étaient de 445 Mt CO2 éq.. Les émissions importées représentent environ la moitié de l'empreinte carbone de la France (il faut déduire de l'inventaire national les émissions associées à la production exportée). De 1990 à 2018, les émissions selon l'inventaire national de l'Union européenne ont diminué, mais les émissions de la Chine, de l'Inde ou de l'Afrique ont augmenté. Cela traduit le fait que les importations de biens (notamment depuis la Chine, l'Inde ou d'autres pays émergents) sont beaucoup plus chargées en carbone que les exportations, en raison des délocalisations et de la désindustrialisation de la France en particulier, et des pays de l'Union européenne plus généralement.

### RapportMaîtriser l'empreinte carbone de la Francedu Haut Conseil pour le climat
Sur saisine du gouvernement français demandant « une étude méthodologique approfondie pour mieux déterminer l’empreinte carbone des produits importés en France », le Haut Conseil pour le climat a publié en octobre 2020 le rapport intitulé Maîtriser l'empreinte carbone de la France, qui analyse l'impact des produits importés sur l'empreinte carbone du pays et propose des pistes pour le réduire.

#### Hausse des émissions importées
L'empreinte carbone de la France diminue un peu depuis 2005. Elle se situe en 2020 à 11,5 tonnes équivalent CO2 par habitant (749 MtCO2éq.). Toutefois, si les émissions de gaz à effet de serre (GES) sur le territoire national sont en baisse, les émissions importées sont en augmentation continue (elles sont désormais plus importantes que les émissions sur le territoire national). Ainsi, depuis 1995, malgré la diminution des émissions domestiques, l'empreinte carbone par habitant peine à diminuer.
Si, entre 1995 et 2018, les émissions intérieures ont diminué de 30 %, (4,8 tCO2éq. par habitant en 2018), les émissions importées ont augmenté de 78 % sur la même période et ont atteint 6,4 tCO2éq. par habitant en 2018. Elles sont dues à l'augmentation de la consommation de produits fabriqués à l'étranger (Union européenne et Asie notamment) et ne sont pas prises en compte dans les engagements de la France contre le réchauffement climatique (inventaire national). Par ailleurs, les émissions de gaz à effet de serre dues aux transports internationaux, aériens et maritimes, ont augmenté de près de 50 % en 30 ans (+180 % pour l'aviation). Le Haut Conseil pour le climat recommandait déjà dans son rapport annuel de 2019 de prendre en compte les transports internationaux dans la stratégie nationale de lutte contre les gaz à effet de serre.
Le rapport note que, « contrairement aux émissions exportées, les émissions importées ne font pas encore l'objet d'une stratégie de réduction ».

#### Diminuer les émissions importées
Le Haut Conseil pour le climat appelle à utiliser différents leviers pour diminuer les émissions importées. Il recommande des mesures dont :
- l'instauration d'un score carbone sur l'ensemble du cycle de vie d'un bien (de la production au recyclage éventuel), affiché sur les étiquettes des produits, mesure déjà proposée par la Convention citoyenne pour le climat ;
- l'accompagnement des entreprises : responsabilisation quant aux émissions importées par le biais de leurs chaînes de valeur, décarbonation par filière en utilisant des procédés industriels moins consommateurs d'énergie, par exemple ;
- la prise en compte des émissions importées dans les accords commerciaux et les engagements internationaux (accord de Paris), ces engagements ne devant pas mener à une augmentation des émissions mondiales par simple déplacement de la production ;
- l'inscription des émissions de gaz à effet de serre liées aux transports internationaux en particulier dans l'objectif national de neutralité carbone en 2050 ;
- l'accélération de la stratégie de lutte contre la « déforestation importée » (produits importés qui contribuent à la déforestation) ;
- au sein de l’Union européenne, la promotion des mesures de réduction des émissions importées et une évaluation des effets des politiques commerciales sur l'empreinte carbone.

Pour sa part, la loi Énergie Climat prévoit un plafond à partir de 2022 pour l’empreinte carbone et un objectif de réduction des émissions importées de 65 %  pour 2050 (par rapport à 2005).
Le détail des recommandations du rapport figure sur le site su Haut Conseil pour le climat.

## Dans l'Union européenne
L'Insee estime en 2022 qu'un tiers de l’empreinte carbone de l’Union européenne est dû à ses importations.

## Émissions importées et taxe carbone aux frontières
Une étude publiée le 9 janvier 2020 par l'ADEME et l'OFCE détaille l’empreinte carbone des ménages français : les émissions importées compteraient pour près de la moitié de l’empreinte carbone annuelle de la France et l'étude conclut qu'une taxe carbone aux frontières serait plus efficace que la fiscalité carbone portant sur les produits énergétiques au niveau national. Elle détaille l’empreinte carbone des ménages français par poste et par niveau de vie afin d'évaluer « les impacts économiques qu'aurait l'introduction d'une fiscalité climatique aux frontières sur les ménages selon leur profil économique ».